# Природно-правова концепція
Приро́дно-правова́ конце́пція праворозумі́ння   — теорія, в основі якої покладено ідею, що всі норми права мають ґрунтуватися на певних об'єктивних (природних, надпозитивних) засадах, що не залежать від волі людини й суспільства, установлень держави.
Прихильники цієї школи вважають, що посилання на мораль (насамперед на її складову — справедливість), яка є традиційним втіленням цих об'єктивних засад, становить важливий елемент усякого пояснення, що таке право. Відповідно, головною особливістю природно-правового мислення є критична оцінка позитивного права з позиції моралі. У разі суперечності між природним і позитивним правом перевагу має природне право. Вислів «несправедливий закон не є законом», який приписують Фомі Аквінському, часто тлумачать як підсумок позиції природного права взагалі.

#### Представники
Обґрунтування вчення про природне право можна знайти в роботах Аристотеля, Цицерона, Павла, Ульпіана, Сократа, Платона, Святого Августина, Фоми Аквінського, Г. Гроція, Гоббса, Томазія, Вольфа, С. Пуфендорфа, Дж. Локка, І. Канта, Ж-Ж. Руссо, П. Гольбаха, Бентама та ін.

## Історія концепції
Природно-правові ідеї знаходять своє вираження з давніх часів, наприклад, у давньогрецьких філософів (Сократ, Платон, софісти, стоїки) і римських юристів імператорської епохи (Павло, Ульпіан).
Пояснюючи виникнення природної школи у древньому Римі деякі автори вважають, що у зв'язку з широкими торговельними відносинами римських громадян з іноземцями римськими юристами було вироблено так назване «право народів» (jus gentium), на відміну від права самого Риму, яке мало назву «цивільне право» (jus civile). Це право народів було об'єднанням загальних норм, спільних для законодавства декількох держав. Так, наприклад, оскільки всі держави на той час були рабовласницькими, у праві всіх цих держав були норми, що стосувалися рабства. Тому римські юристи оголосили рабство встановленням права народів.
Значну еволюцію теорія природного права перетерпіла в середні віки, коли вона отримала суттєве релігійне забарвлення. Для середньовічних юристів право — це норми, які випливають з Божественного закону, встановлені Богом, на відміну від позитивного права, встановленого людьми. У такому вигляді ця теорія була розроблена Ф. Аквінським, одним із найвидатніших вчених та мислителів людства.
Теорія природного права отримала найбільшого поширення та обґрунтування у період боротьби з абсолютизмом (ХУІІ-ХУІІІ ст.), коли проходила докорінна зміна в політичному житті західноєвропейського суспільства (у першу чергу Голландії, Англії, Франції тощо). Саме у цей період у працях великої кількості філософів та юристів (зокрема, Г. Гроція, Т. Гоббса, Томазія, Пуффендорфа, X. Вольфа, Ж.-Ж. Руссо, І. Канта та ін.) ця теорія отримала широке розповсюдження. Завдяки їхнім зусиллям склалась школа природного права, що виявила величезний вплив на процес подальшого розвитку як національного (у рамках окремих країн), так і міжнародного права. Природне право в цей період розглядається як якийсь зразок, якому повинне випливати і яким повинне замінити існуюче, у всіх відносинах недосконале право. Воно представлялося у вигляді кодексу правил, що утворюють якийсь політичний і юридичний ідеал, який може бути виведений апріорі з вимог розуму.
На початку XIX ст. у розвитку природного права настали кризові явища, які були обумовлені комплексом причин як внутрішнього порядку, закладених у самій школі природного права, так і зовнішнього. Ця школа зіштовхнулася в Німеччині з новою течією в особі історичної школи права; в опозицію до природного права в Англії стала утилітарна школа І. Бентама, що поклала у свою основу не природу людину й суспільства, а користь, вигоду як критерії моральності й рушійну силу всіх вчинків людини. Тісний зв'язок школи природного права з революційними тенденціями XVIII ст. викликала ворожість до неї й гоніння з боку всіляких реакційних сил. Однак найдужчий удар ідеї природного права, на думку дослідників, був нанесений науковим духом XIX ст., його історичною, соціальною й еволюційною точкою зору.

## Сучасна природно-правова концепція
Відродження природно-правових ідей мало місце після Другої світової війни, як реакція на юридичний позитивізм та авторитарні політичні системи. Як правильно зазначає В. В. Лазарев, природно-правові погляди завжди активуються при переході від поліцейської держави до правової держави. Це пов'язано з тим, що природно-правова школа дає можливість обґрунтувати ідеї народовладдя, відкинуті ідеї тоталітаризму та авторитаризму.
При цьому відродження природно-правових поглядів знайшло своє відображення у межах декількох сучасних філософських систем. Саме це дало підстави Л. Мамуту відзначити, що «найбільше поширення у сучасних умовах одержали такі доктрини природного права, як: неотомізм, феноменологія, екзістенціоналізм і герменевтика».
- Неотомізм — вважається офіційною філософською доктриною католицизму, що відроджує й модернізує вчення Ф. Аквінського, поєднуючи його з близькими за змістом філософськими системами XIX—XX ст. Найбільшого поширення неотомізм набув у Франції, Бельгії, Італії, ФРН, Іспанії, а також у США. Його представники Ж. Дабен, В. Катрайн, Ж. Марітен та ін. стверджували, що першоджерелом усього буття, в тому числі держави й права, є Бог, а всесвіт поєднує в собі два аспекти: духовний і похідний від нього — матеріальний. Як і їхній видатний попередник Фома Аквінський, вони вважали, що держава і право є результатом Божого втручання, первинності духовних засад. Носієм природно-правового буття є природа людини.
- Засновником феноменологічного напрямку у філософії й теорії права був німецький мислитель Едмунд Гуссерль (1859—1938). Предметом феноменології є опис актів свідомості в їхньому стосунку до об'єктів, а центральним поняттям — «інтенційність», тобто спрямованість свідомості на об'єкт. Але під свідомістю феноменологія розуміє «чисту», трансцендентальну свідомість, абстраговану від людини і від суспільного середовища"Ейдоси", нормативні ідеї переходять у позитивне право, втілюються в свідомість індивідів і визначають поведінку людей. Тобто, позитивне право, яке діє в той чи інший час у державі, є втіленням, реалізацією в суспільстві «ейдосів», що випливають із «природи речей»
- Третім напрямком природно-правової теорії права є екзистенціалізм, що його сповідували Е. Фехнер, В. Майгофер та ін. Основною категорією екзистенціалізму є екзистенція (від лат. existentia — існування) — внутрішнє буття людини, те непізнаванне, ірраціональне в людському «я», внаслідок чого людина є конкретною неповторною особистістю. Екзистенція заперечує буття суспільства, виявляючи себе щодо нього як небуття, в якому на перший план виступає плинність, часовість, що надає екзистенції специфічного характеру буття, спрямованого в майбутнє. Прибічники цієї філософії досліджували право, протиставляючи емпіричне буття та екзистенцію людини. Позитивне право як результат досвіду, буття є штучним явищем.
- Герменевтичний напрям. А. Кауфман, В. Гассемер та інші автори герменевтичної (від грець. — мистецтво тлумачення) теорії природного права стверджували, що сутність права полягає у справедливості, яка передбачає формальну рівність людей, обмеження свавілля, суспільну безпеку. Для досягнення цього створюються позитивні правові норми відповідно до свого часу й місця. Головним у герменевтичній теорії є розуміння права, що розглядається як процес, під час якого на основі «живої історичної мови відбувається становлення конкретного історичного права». Поза процесом розуміння не може бути об'єктивної правильності права. Конкретне історичне право, за цим ученням, є ланцюгом подій, актів поведінки і ситуацій, яким повинні відповідати абстрактні норми. Тобто, право не є приписами для виконання судовими та адміністративними органами; навпаки, своїми діями вони створюють правові форми.

У нашій країні ідеї природно-правової школи набули широкого поширення у кінці 80-х років XX ст. у силу відомих політичних подій.
І. Покровський у своїй праці «Основні ідеологічні течії в історії цивільного права. Ідеалізм та позитивізм» (поч. XX ст.), відзначає, що «ідея природного права тягнеться безперервно через всю історію розумового розвитку Західної Європи. Часом вона дещо слабшає, коли в силу тих чи інших причин юридична думка звертається здебільшого до вивчення позитивного права; часом вона ж посилюється та опиняється домінуючим тоном всього настрою епохи. Особливу глибину та інтенсивність природно-правові настрої, як відомо отримали у XVII—XVIII ст., — в епоху, якій дається назва епохи природного права».
Український вчений О.Костенко з початку 90-х років ХХ століття обстоює необхідність відродження природно-правової концепції в сучасних умовах на основі ідеї «соціального натуралізму». Відповідно до цієї ідеї він розвиває доктрину «соціально-натуралістичної юриспруденції», згідно з якою визначає природне право як «закони соціальної природи, які мають відкриватися людьми і втілюватися в форму законодавства». Виходячи з соціально-натуралістичного підходу, критикуються інші природно-правові концепції.

### Вплив на право
На сьогодні погляди природно-правової школи права знайшли своє відображення у міжнародних актах, скажімо, Загальна декларація прав людини (1948 р.) закріплює основні невідчужувані права і їх рівність для усіх: право на життя, рівність перед законом, на власність тощо.
Конституція України (1996 р.) також притримується ідей цієї школи щодо прав і свобод людини і громадянина. Схожі положення закріплені і у Конституціях більшості західних країн.

## До позитивних рис чи досягнень природно-правової концепції слід віднести
1. право завжди повинно бути справедливим;
2. відповідно до зазначеного вище, у праві не може міститись будь-яке положення, вимога чи припис, що є вираженням свавілля;
3. право неправильно зводити до закону, нормативно-юридичного акта, їх сукупності;
4. право обмежує державне та суспільне втручання у справи та життя особи;
5. держава зобов'язана додержуватись природного права та, відповідно, забезпечувати відповідність законодавства (позитивного права) природному праву тощо.

## Критика природно-правової концепції
1. незрозуміле джерело й механізм виникнення природного права (наявність Бога не для усіх очевидна, а прив'язка природного права до раціонального початку досить проблематична в силу того, що природне право припускає, що воно неперехідне й позаісторичне, а очевидно, що для того, щоб сформулювати й визнати наявність навіть мінімальної кількості природних правил рівень інтелектуального розвитку людства повинен бути досить високим);
2. природні права сформульовані в максимально абстрактній формі, що надає можливість дуже довільних тлумачень, у тому числі зацікавлених тлумачень, що є правовим, а що ним не є;
3. право нічим не забезпечується й не гарантується (якщо не перебувати на позиції окремих шкіл теологічного напрямку природно правової доктрини).
4. універсальний характер загальнолюдських цінностей не підтверджується політико-правовою реальністю (наприклад, як співвідносяться право на війну й права людини (?!), проблема з визнанням фундаментальних природних прав окремими досить цивілізованими народами и націями і т. д. Ствердження позаісторичного характеру природних прав не підтверджується історією розвитку людства;
5. не зрозуміло як вирішити колізії, які виникають у контексті реалізації суб'єктами своїх природних прав. Чи не приведе конкуренція природних прав різних суб'єктів до «війни всіх проти всіх», про що говорив іще один теоретик природного права Т. Гоббс;
6. неясним є перелік природних прав, а також їхній конкретний зміст;
7. право, як юридичний інститут, підміняється поняттям «справедливість» й/або «мораль», етичним інститутом. При цьому очевидно, що уявлення про справедливе змінюється в історичній перспективі, отже, і уявлення про право повинні мінятися, але одна із базових тез природно-правової теорії — позаісторичність;
8. вся природно-правова концепція, у контексті юридичної практики, внутрішньо суперечлива. Причому ця суперечливість не діалектичного, а формально-логічного характеру;
9. протиставлення права й законодавства може (і веде) до правового нігілізму, до відмови слідувати юридичним нормам і т. д.

## Список використаної літератури
1. Загальна теорія держави і права — Цвік М. В.,Петришин О. В., Аврвменко Л. В.-Харків,-2009 рік.
2. Костенко О. Культура і закон — у протидії злу. — Київ: Атіка. — 2008. — 351 с.
3. Костенко О. Що є право? Про основи «натуралістичної» юриспруденції у світлі соціального натуралізму // Право України. — 2010. — № 4. — С.83-92.
4. Костенко А. Н. «Натуралистическая» юриспруденция — прогрессивная основа национального и международного правопорядка // Вопросы правоведения. — 2010.- № 2. — С.10-23.
5. Венгеров А. Б. Теорія держави і права. — М. — 2004.
6. Алексеев С. С. Философия права. — М., 1998. — С 25.
7. Теорія держави і права — Скакун О. Ф. [Архівовано 23 лютого 2014 у Wayback Machine.]
8. Юридична енциклопедія: В 6 т. / Редкол.: Ю. С. Шемшученко (відп. ред.) та ін. — К.: «Укр. енцикл.», 2004. — Т.6: Т — Я. — 768 c.
9. Общая теория государства и права Академический курс В 3 т / Под ред. М Н Марченко Т 1 Теория государства, 2-е изд М., 2001
10. Історія політичних і правових вчень / Шульженко Ф. П., Андрусяк Т. Г. — К.: Юрінком Інтер. — 1999. — 304 с.
11. Марченко М. Н. Политические теории и политическая практика. — М., 1992.
12. Машков А. Проблеми теорії держави і права. Основи: курс лекцій. — К.: Четверта хвиля, 2008. — 464с.